# Twierdzenie Brenta
Twierdzenie Brenta – twierdzenie dotyczące algorytmów równoległych. Stwierdza, że każdy układ kombinacyjny, o którym wiadomo, że ma rozmiar n, głębokość d i ograniczony stałą stopień wejściowy można zasymulować na p-procesorowej maszynie typu CREW PRAM w czasie {\displaystyle O\left({\frac {n}{p}}+d\right).}